# 사야정
사야정(佐屋町)은 아이치현 서부의 아마군에 있던 정이다. 출신 유명인인 가토 다카아키가 있다.

## 역사
1906년 가이토군 사에키촌, 하치만촌이 합병해 가이토군 사야촌이 탄생하였다. 1913년 가이토군과 가사이군이 합병해 아마군 사야촌이 되었다. 1955년 사야촌과 이치에촌이 합병해 사야정이 되었다. 1956년에 에이와촌의 일부를 편입하였다.
2005년 4월 1일 동군 사오리정, 다쓰다촌, 하치카이촌과 합병해 아이사이시가 되었다. 합병후 인구는 65000명이였다. 새로운 시청은 사야정 사무소에 설치되었다. 자치단체명으로서의 사야정은 소멸되었으나 지명으로 현존하고 있다.

## 행정
- 정장 : 오시마 이치로 (大島一郎) (2003년 2월 4일 - 2005년 3월 31일)

## 교통

### 철도
- 나고야 철도
  - 비사이선
- 도카이 여객철도
  - 간사이 본선

### 도로
- 히가시메이한 자동차도
- 국도 제155호선